# Хингеева, Оксана Михайловна
Окса́на Миха́йловна Хинге́ева ― российская певица, Заслуженная артистка Российской Федерации (2013), Народная артистка Республики Бурятия, Заслуженная артистка Бурятской АССР, солистка оперы Бурятского государственного академического театра оперы и балета имени народного артиста СССР Г.Ц. Цыдынжапова.

## Биография
Родилась в 1965 году в городе Улан-Удэ, Бурятская АССР, РСФСР.
В 1986 году окончила Улан-Удэнское музыкальное училище им. П. Чайковского. В 1993 году окончила Дальневосточный институт искусств и была принята в Бурятский государственный академический театр оперы и балета.
В театре исполнила около 30 партий мирового и отечественного оперного репертуара: это Полина в опере «Пиковая дама» и Ольга в «Евгении Онегине» Петра Чайковского, Далила в опере «Самсон и Далила» Камиля Сен-Санса, Розина в «Севильском цирюльнике» Джоаккино Россини, Кармен в одноименной опере Жоржа Бизе, Хивря в «Сорочинской ярмарке» Модеста Мусоргского, Марина Мнишек в «Борисе Годунове» М. Мусоргского и другие. За талантливое исполнение ведущих ролей Оксана Хингеева получила высокую оценку в театральных кругах и широкое зрительское признание.
Солистка оперы Оксана Хингеева музыкальна, обладает темпераментом драматической актрисы, имеет яркую сценическую внешность и прекрасные актерские данные. Музыкальный критик Борис Синкин:

«Голос народной артистки Бурятии Оксаны Хингеевой (Кармен) очаровывает сочным и в то же время мягким тембром, ровным и насыщенным во всех регистрах. Оксане Хингеевой в роли Кармен удается буквально все. Ее сценическое поведение (балетмейстер А.Бесков) одновременно экстравагантно и элегантно, она то вызывающе дерзкая, то вдруг смиренно покорная. Ее Кармен лукава, но не лжива, яркая, но без намека на пошлость, женственность ее не вульгарна. Оксана Хингеева не просто разнообразна в проявлении характера своей героини, ее неожиданные и своенравные смены настроений строго подчинены сценической задаче каждого отдельного эпизода и сквозному действию спектакля».— 
А. Беркович. Восточно-Сибирская правда, 10 июля 2012:

«Оксана Хингеева — опытная певица. Её вокальное дарование, чувственное сопереживание героине и трогательная актёрская интерпретация делают образ Сузуки обаятельным и сюжетно необходимым».— 
Вместе с театром певица представляла оперное искусство Бурятии и России на многих престижных международных фестивалях, конкурсах. Участвовала в гастрольных поездках по стране и за рубежом: Голландия, Франция, Австрия, США, Япония, Китай, Монголия.
Ведёт преподавательскую деятельность по классу «Вокальный ансамбль» в Колледже искусств имени П. И. Чайковского. Её ученики принимают участие в конкурсах, достойно работают в родном театре.
В настоящее время Хингеева работает руководителем оперной труппы Бурятского театра оперы и балета.
За большой вклад в развитие национального оперного искусства Оксана Михайловна Хингеева в 2013 году была удостоена почётного звания «Заслуженная артистка Российской Федерации». До этого получила звания «Заслуженная артистка Бурятской АССР» и «Народная артистка Республики Бурятия».

## Театральные роли
- Маддалена («Риголетто» Дж. Верди)
- Ольга («Евгений Онегин» П.И. Чайковского)
- Лаура, Марта («Иоланта» П.И. Чайковского)
- Полина («Пиковая дама» П.И. Чайковского)
- Старая цыганка («Алеко» С. Рахманинова)
- Сузуки («Чио-Чио-сан» Дж. Пуччини)
- Розина («Севильский цирюльник» Дж. Россини)
- Зибель («Фауст» Ш. Гуно)
- Флора («Травиата» Дж. Верди)
- Кончаковна («Князь Игорь» А. Бородина)
- Любава, Нежата («Садко» Н.А. Римского-Корсакова)
- Далила («Самсон и Далила» К. Сен-Санса)
- Марина Мнишек, Фёдор («Борис Годунов» М.П. Мусоргского)
- Кармен («Кармен» Ж. Бизе, в прежней и новой редакциях)
- Азучена («Трубадур» Дж. Верди)
- Женька («Зори здесь тихие» К. Молчанова)
- Хивря («Сорочинская ярмарка» М.П. Мусоргского)
- Сильва («Сильва» И. Кальмана)
- Бесс («Порги и Бесс» Дж. Гершвина)
- партия меццо в «Реквиеме» Дж. Верди
- Любаша («Царская невеста» Н.А. Римского-Корсакова)
- партия меццо в кантате «Москва» П.И. Чайковского
- партия меццо в «Te Deum» А. Брукнера
- Лола («Сельская честь» П. Масканьи)
- Амнерис («Аида» Дж. Верди)
- Мари, кормилица Сенты («Летучий голландец» Р. Вагнера)

### Детские спектакли
- Колючка («Хрустальный башмачок» Антонио Спадавеккиа)
- Лиса, Заяц («Золотой цыплёнок» В. Улановского);
- Кикимора («У Лукоморья»)
- Нэнси («Оливер» Л. Барта)
- Данилка («Про Ерёму, Данилу и нечистую силу» Людмилы Лядовой)
- Гингема, Бастинда («Приключения Дороти в Изумрудном городе» В. Якушенко)
- Собака («Зайкина избушка» Виктора Усовича)
- Мышь («Дюймовочка» Т. Суворовой)